# (35401) 1997 YW2
1997 واي دابليو 2 (ويعرف أيضًا باسم (35401) 1997 واي دابليو 2 وفق تسمية الكوكب الصغير) (بالإنجليزية: 1997 YW2)‏ هو كويكب ضمن حزام الكويكبات؛ وترتيبه 35401 من حيث الاكتشاف.
اكتُشف هذا الجُرم الفلكي بواسطة ناوتو ساتو في 21 ديسمبر 1997.

## وصلات خارجية
- (35401) 1997 YW2 في قاعدة بيانات مختبر الدفع النفاث لأجرام النظام الشمسي الصغيرة

- الاكتشاف · مخطط المدار ·  العناصر المدارية · المعلمات المادية

- (35401) 1997 YW2 على موقع ويكي سكاي: DSS2, SDSS, GALEX, IRAS, Hydrogen α, X-Ray, Astrophoto, Sky Map, Articles and images